# 10. leden
10. leden je desátý den roku podle gregoriánského kalendáře. Do konce roku zbývá 355 dní (356 v přestupném roce). Svátek má Břetislav.

## Události

### Česko
- 1055 – Břetislav I. údajně zavádí seniorát[1]
- 1422 – Husité obsadili Německý Brod.
- 1608 – Deset let po autorově návratu z dobrodružné výpravy vyšel poprvé cestopis Kryštofa Haranta z Polžic a Bezdružic „Putování aneb cesta z Království českého do Benátek a odtud po moři do země Svaté, země judské a dále do Egypta“.
- 1920 – Hlučínsko se ratifikací versailleské smlouvy stalo součástí Československa
- 1955 – Ustavena vyšetřovací komise ÚV KSČ pro revizi politických procesů.
- 2017 – Automobilka Škoda Auto představila veřejnosti faceliftovanou verzi modelu Škoda Octavia třetí generace; ta vzápětí vyvolala kontroverzní ohlasy kvůli „čtyřoké“ masce.

### Svět
- 0049 př. n. l. – Julius Caesar překročil řeku Rubikon se slovy „Kostky jsou vrženy“, čímž začala další občanská válka.
- 1308 – Všichni templáři v Anglii byli uvrženi do vězení.
- 1475 – Moldavský kníže Štěpán III. Veliký rozdrtil více než dvakrát silnější osmanskou armádu v bitvě u Vaslui.
- 1863 – V Londýně byl zprovozněn první úsek metra.
- 1901 – V texaském Beaumontu bylo objeveno první ložisko nafty (tzv. spindletopský vrt).
- 1920 – Nově vzniklá Společnost národů (předchůdce OSN) ratifikovala Versailleskou smlouvu, která oficiálně ukončila první světovou válku.
- 1929 – Belgický kreslíř Hergé vydal první díl komiksu Tintinova dobrodružství s názvem Tintin v zemi Sovětů.
- 1940 – Belgičané získali část německých plánů ofenzivy na západ. Byly na palubě německého letadla, které muselo nouzově přistát poblíž Mechelenu.
- 1946 – V Londýně se konalo první Valné shromáždění Organizace spojených národů za účasti zástupců z 51 členských zemí.
- 1966 – Indie a Pákistán uzavřeli Taškentskou deklaraci, kterou ukončili indicko-pákistánskou válku.
- 1984 – USA a Vatikán zahájily plnohodnotné diplomatické styky.
- 1992 – Došlo k nehodě, při níž se do Tichého oceánu převrátil kontejner vezoucí gumové kachničky, želvičky a další plovoucí hračky. Do oceánu se jich dostalo okolo 29 tisíc a jejich následující pouť přinesla mnoha zásadních dat o oceánských proudech.
- 2001 – V rámci projektu Nupedia byla otevřena první wiki.

## Narození
Automatický abecedně řazený seznam viz Kategorie:Narození 10. ledna

### Česko
- 1575 – Jindřich Michal Hýzrle z Chodů, šlechtic a spisovatel († 18. dubna 1665)
- 1702 – Josef Winterhalder starší, sochař († 25. prosince 1769)
- 1786 – Klement Antonín Zahrádka, opat kláštera v Oseku u Duchcova († 17. června 1853)
- 1812 – Antonín Norbert Vlasák, kněz, buditel, regionální historik Vlašimska († 7. prosince 1901)
- 1836 – Josef Emler, historik, archivář a vydavatel edic († 10. února 1899)
- 1866 – Václav Švambera, geograf a vysokoškolský pedagog († 27. září 1939)
- 1869 – Dobroslav Krejčí, statistik († 24. července 1936)
- 1875 – Wenzel Lorenz, československý politik německé národnosti († 30. září 1953)
- 1876 – Olga Fastrová, první česká profesionální novinářka, učitelka, překladatelka a spisovatelka († 8. srpna 1965)
- 1878
  - Bohumil Hypšman, architekt († 3. listopadu 1961)
  - Theodor Čejka, esperantista, jeden z průkopníků v Česku († 26. listopadu 1957)
- 1880 – Alois Praveček, dirigent a hudební skladatel († 19. května 1957)
- 1881 – Jan Pelíšek, československý politik († 1959)
- 1884 – Karl Breu, iluzionista († 17. října 1953)
- 1885 – Antonín Rýdl, herec a divadelní režisér († 3. března 1960)
- 1897 – Bedřich Václavek, marxistický estetik, literární teoretik a kritik († 5. března 1943)
- 1899 – Josef Miloslav Kořínek, slavista a profesor srovnávací jazykovědy († 24. srpna 1945)
- 1901 – Irena Svobodová, československá první dáma, manželka generála Ludvíka Svobody († 17. června 1980)
- 1906 – Jindřich Maudr, zápasník († 1. května 1990)
- 1909
  - Emanuela Kittrichová, architektka, návrhářka bytového zařízení a publicistka († 8. prosince 1989)
  - Rudolf Kubín, violoncellista, hudební skladatel a rozhlasový režizér († 11. ledna 1973)
- 1913 – Gustáv Husák, československý prezident († 18. listopadu 1991)
- 1919 – Miroslav Roudný, jazykovědec († 7. dubna 2004)
- 1921 – Václav Vejsada, spisovatel († 14. srpna 1984)
- 1925 – Vladimír Vaclík, prezident Světové asociace betlémářů († 30. března 2013)
- 1926 – Jan Kocourek, biochemik, vysokoškolský pedagog a politik
- 1929 – Zdeněk Ornest, herec († 4. listopadu 1990)
- 1930 – Bronislav Danda, hokejový reprezentant († 31. prosince 2015)
- 1931 – Ladislav Vodička, country zpěvák a textař († 7. března 1999)
- 1933 – Josef Randa, sochař († 6. července 2005)
- 1934 – Miroslav Štěpánek, historik, archeolog a encyklopedista († 2005)
- 1938 – Josef Koudelka, fotograf
- 1939 – Martin Hrbáč, horňácký zpěvák, houslista, primáš
- 1945 – Antonín Blažek, politik a diplomat
- 1951 – Tomáš Töpfer, herec, režisér, ředitel divadla, dramatik a politik
- 1952 – Jaroslav Slípka, lékař – otorhinolaryngolog
- 1953 – Jaromír Meduna, herec a dabér
- 1955 – Pavel Tobiáš, fotbalový trenér
- 1957 – Martin Fendrych, novinář a spisovatel, politik
- 1959 – Václav Bůžek, historik
- 1960 – Jaroslav Nejezchleba, rockový violoncellista, baskytarista a houslista
- 1962 – Pavel Bohatec, politik, poslanec za ODS
- 1964 – Zdeněk Kub, baskytarista (Arakain)
- 1985 – Lukáš Zich, fotbalový brankář

### Svět

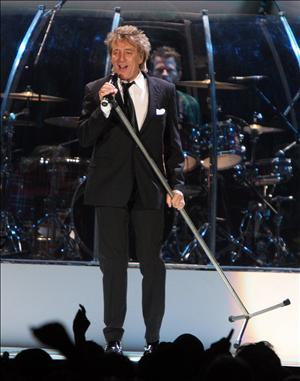
Rod Stewart (* 1945)

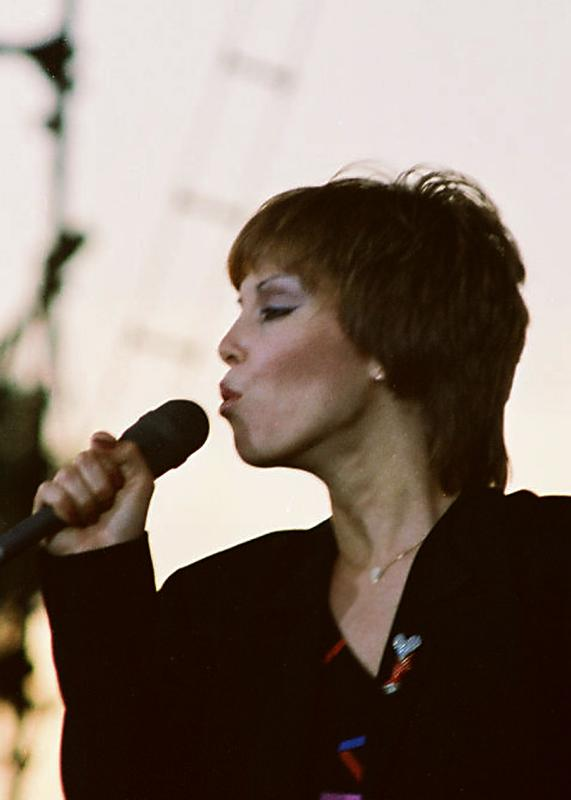
Pat Benatar (* 1953)

- 1208 (případně 1209) – Möngke, čtvrtý Velký chán Mongolské říše († 11. srpna 1259)
- 1480 – Markéta Habsburská, asturská hraběnka a savojská vévodkyně, místodržící v Nizozemí († 1. prosince 1530)
- 1493 – Mikuláš Oláh, ostřihomský arcibiskup, místodržitel Uherska († 15. ledna 1568)
- 1573 – Simon Marius, německý astronom († 26. prosince 1624)
- 1588 – Nicolaes Eliaszoon Pickenoy, nizozemský malíř vlámského původu († 1653/1656)
- 1711 – Gaetano Latilla, italský hudební skladatel († 15. ledna 1788)
- 1729 – Lazzaro Spallanzani, italský kněz, biolog a psycholog († 12. února 1799)
- 1741 – Alžběta Karolina Hannoverská, vnučka britského krále Jiřího II. († 4. září 1759)
- 1745 – Isaac Titsingh, nizozemský chirurg, učenec, kupec a diplomat († 2. února 1812)
- 1747 – Abraham Louis Breguet, francouzský hodinář († 17. září 1823)
- 1754 – Attilio Zuccagni, italský botanik († 21. října 1807)
- 1769 – Michel Ney, francouzský maršál (7. prosince 1815)
- 1780 – Martin Lichtenstein, německý lékař, průzkumník a zoolog († 2. září 1857)
- 1785 – John Fleming, skotský zoolog a geolog († 18. listopadu 1857)
- 1791 – Elżbieta Jaraczewska, polská spisovatelka († 30. září 1832)
- 1797 – Annette von Droste-Hülshoffová, německá spisovatelka († 25. května 1848)
- 1821
  - Karolina Mariana Meklenbursko-Střelická, dánská korunní princezna († 1. června 1876)
  - Janko Matúška, slovenský spisovatel († 11. ledna 1877)
- 1827 – Carl Friedrich Mylius, německý fotograf († 23. května 1916)
- 1826 – Leonhard Achleuthner, kněz, hornorakouský] zemský hejtman († 15. února 1905)
- 1833 – Richard Davies, velšský básník († 14. července 1877)
- 1834 – John Emerich Edward Dalberg-Acton, anglický historik, politik a novinář († 19. června 1902)
- 1835 – Jukiči Fukuzawa, japonský pedagog, autor a novinář († 3. února 1901)
- 1840 – Louis-Nazaire Bégin, arcibiskup Québecu a kardinál († 18. července 1925)
- 1858 – Heinrich Zille, nizozemský karikaturista, ilustrátor a fotograf († 9. srpna 1929)
- 1859
  - Francisco Ferrer, katalánský volnomyšlenkář a anarchista († 13. října 1909)
  - Nachum Sokolov, sionistický vůdce, spisovatel a překladatel († 17. května 1936)
- 1864
  - Mathilde Alanicová, francouzská spisovatelka († 20. října 1948)
  - Hans Behn-Eschenburg, generální ředitel Oerlikonských strojíren († 18. května 1938)
  - Petr Nikolajevič Ruský, velkokníže ruský († 17. ledna 1931)
- 1872 – John Smulders, nizozemský katolický lékař († 16. listopadu 1939)
- 1873 – George Orton, kanadský olympijský vítěz na 3000 metrů překážek († 25. června 1958)
- 1875 – Issai Schur, německý matematik († 10. ledna 1941)
- 1878 – Samuel C. Bradford, anglický knihovník († 13. listopadu 1948)
- 1879 – Max von Behr, německý voják († 27. prosince 1951)
- 1883
  - Alexej Nikolajevič Tolstoj, ruský spisovatel († 23. února 1945)
  - Marie Jindřiška Rakousko-Těšínská, rakouská arcivévodkyně a princezna z Hohenlohe-Schillingfürstu († 2. září 1959)
- 1887 – Robinson Jeffers, americký básník a myslitel († 20. ledna 1962)
- 1890 – Rowland Fraser, skotský ragbista († 1. července 1916)
- 1892 – Melchior Wańkowicz, polský spisovatel a novinář († 10. září 1974)
- 1895 – Kadiš Luz, izraelský politik, ministr, předseda Knesetu († 4. prosince 1972)
- 1899 – Szolem Mandelbrojt, francouzský matematik († 23. září 1983)
- 1901 – Henning von Tresckow, německý důstojník wehrmachtu, který organizoval odboj proti Adolfu Hitlerovi († 21. července 1944)
- 1903
  - Barbara Hepworth, anglická sochařka († 20. května 1975)
  - Flaminio Bertoni, italský automobilový designér, malíř a sochař († 7. února 1964)
- 1905
  - Jekuti'el Jehuda Halberstam, ortodoxní rabín († 18. června 1994)
  - Ruth Moufangová, německá matematička († 26. listopadu 1977)
- 1910 – Jean Martinon, francouzský skladatel a dirigent († 1. března 1976)
- 1915 – Buddy Johnson, americký klavírista, hudební skladatel a kapelník († 9. února 1977)
- 1922
  - Dušan Slávik, slovenský odbojář, politik pronásledovaný komunistickým režimem († 19. dubna 1992)
  - Juan Antonio Villacañas, španělský básník, esejista a kritik († 21. srpna 2001)
  - Michel Henry, francouzský fenomenologický filozof a spisovatel († 3. července 2002)
- 1924
  - Eduardo Chillida, španělský sochař († 19. srpna 2002)
  - Max Roach, americký jazzový bubeník († 16. srpna 2007)
- 1925
  - Florian Siwicki, polský generál a politik († 11. března 2013)
  - Peter Colotka, slovenský komunistický politik a právník, předseda vlády Slovenské socialistické republiky († 20. dubna 2019)
- 1927 – Joseph Sandler, britský psychoanalytik († 6. října 1998)
- 1928 – Philip Levine, americký básník († 14. února 2015)
- 1934 – Leonid Kravčuk, ukrajinský politik, 1. prezident země († 10. května 2022)
- 1935 – Sherrill Milnes, americký operní pěvec – barytonista
- 1936
  - Robert Woodrow Wilson, americký astronom, držitel Nobelovy ceny za fyziku
  - Stephen Ambrose, americký historik a spisovatel († 13. října 2002)
- 1938
  - Donald Ervin Knuth, americký počítačový vědec
  - Frank Mahovlich, kanadský hokejista
  - Helmut Kyrieleis, německý archeolog
- 1939
  - Scott McKenzie, americký zpěvák a kytarista († 18. srpna 2012)
  - Bill Toomey, americký atlet, olympijský vítěz v desetiboji
- 1942 – Peter Zeman, slovenský novinář a politik
- 1944
  - Gianluigi Trovesi, italský jazzový saxofonista a klarinetista
  - Rory Byrne, jihoafrický inženýr a automobilový designér
- 1945 – Rod Stewart, britský zpěvák
- 1946 – Aynsley Dunbar, britský bubeník
- 1947
  - Peer Steinbrück, premiér Severního Porýní-Vestfálska
  - Tiit Vähi, premiér Estonska
  - George Alec Effinger, americký spisovatel sci-fi († 27. dubna 2002)
- 1948
  - Mischa Maisky, lotyšský violoncellista
  - Annette Wieviorka, francouzská historička
  - Bernard Thévenet, francouzský cyklista
- 1949
  - George Foreman, americký boxer
  - Linda Lovelace, americká pornoherečka († 22. dubna 2002)
- 1950 – Štefan Pipa, slovenský volejbalista († 25. září 2019)
- 1951 – Alejandro Escovedo, americký zpěvák, kytarista a skladatel
- 1952 – Scott Thurston, americký kytarista, klávesista a skladatel
- 1953
  - Pat Benatar, americká zpěvačka
  - Mike Stern, americký jazzový kytarista
- 1954 – Takashi Matsuoka, americký spisovatel japonského původu
- 1955
  - Yasmina Khadra, alžírský frankofonní spisovatel
  - Michael Schenker, německý hardrockový a heavymetalový kytarista
- 1956
  - Antonio Muñoz Molina, španělský spisovatel
  - Don Letts, britský režisér a hudebník
- 1957 – Samira Saïd, marocká zpěvačka
- 1958 – Ju In-tchak, jihokorejský zápasník, olympijský vítěz
- 1959 – Curt Kirkwood, americký zpěvák, kytarista a hudební skladatel (Meat Puppets)
- 1960
  - Brian Cowen, irský politik, předseda republikánské strany Fianna Fáil, mezi lety 2008–2011 premiér země
  - Claudia Loschová, německá atletka (vrh koulí)
- 1965 – Butch Hartman, americký animátor
- 1972 – Thomas Alsgaard, norský běžec na lyžích
- 1974 – Hrithik Roshan, indický herec
- 1975 – Marina Handsová, francouzská herečka
- 1979 – Manuel de Toni, italský hokejista
- 1986 – Kenneth Vermeer, nizozemský fotbalista
- 1980
  - Rastislav Staňa, slovenský hokejový brankář
  - Sarah Shahi, americká herečka íránsko-španělského původu
- 1984 – Ariane Friedrichová, německá atletka (skok do výšky)
- 1985 – Čuang Ťia-žung, tchajwanská tenistka
- 1986 – Kirsten Flipkensová, belgická tenistka
- 1997 – Peato Mauvaka, francouzský ragbista

## Úmrtí
Automatický abecedně řazený seznam viz Kategorie:Úmrtí 10. ledna

### Česko

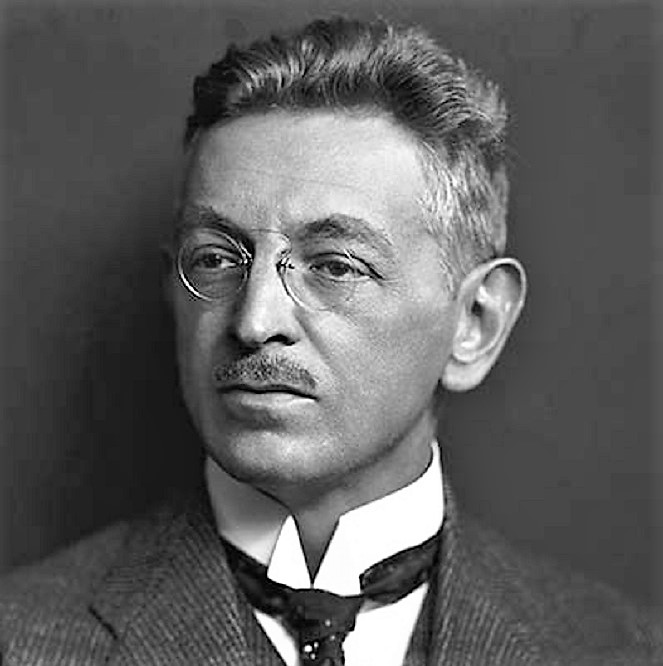
Jaroslav Kvapil († 1950)

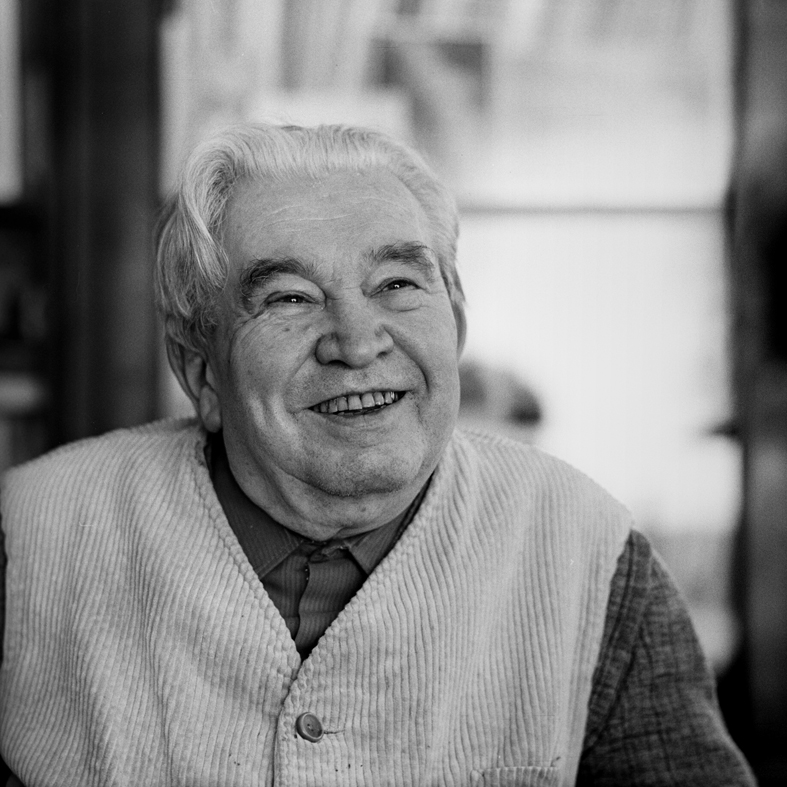
Jaroslav Seifert († 1986)

- 1055 – Břetislav I., kníže z dynastie Přemyslovců (* přibližně 1002–1005)
- 1701 – Jan Ignác Dlouhoveský z Dlouhé Vsi, spisovatel (* 1638)
- 1832 – František Xaver Faulhaber, kněz a univerzitní pedagog (* 1760)
- 1899
  - Jan Pánek, kanovník olomoucké kapituly, děkan teologické fakulty (* 3. května 1842)
  - Josef Baše, evangelický básník (* 31. března 1850)
- 1914 – Emanuel Miřiovský, pedagog, spisovatel a překladatel (* 24. prosince 1846)
- 1917 – Josef Mathauser, malíř (* 2. července 1846)
- 1918 – Konstantin Jireček, politik, diplomat a historik (* 24. června 1854)
- 1940 – Alois Špalek, architekt (* 6. června 1883)
- 1950 – Jaroslav Kvapil, režisér, dramatik, básník a překladatel (* 25. září 1868)
- 1954 – Antonín Heythum, scénograf, grafik a architekt (* 23. května 1901)
- 1955 – František Horník-Lánský, malíř (* 2. března 1889)
- 1967
  - Marie Charousová-Gardavská, autorka dětských knih (* 14. února 1893)
  - Vilém Petrželka, dirigent, hudební skladatel a pedagog (* 10. září 1889)
- 1985 – Beno Blachut, operní pěvec (* 14. června 1913)
- 1986
  - Jaroslav Seifert, lyrický básník, prozaik, publicista a překladatel, nositel Nobelovy ceny (* 23. září 1901)
  - Josef Otisk, voják a velitel výsadku Wolfram (* 30. ledna 1911)
- 2007
  - Karel Zámečník, redaktor Československého rozhlasu, historik a spisovatel (* 1. listopadu 1920)
  - Jaroslav Kraft, paleontolog (* 9. dubna 1940)
- 2013 – Josef Frais, spisovatel (* 24. ledna 1946)
- 2015 – Jan Sekera, historik umění a galerista (* 14. listopadu 1935)
- 2020 – Ivan Passer, filmový scenárista a režisér (* 10. července 1933)
- 2021 – David Stypka, zpěvák a hudebník (* 21. července 1979)

### Svět
- 0681 – papež Agatho (* asi 577)

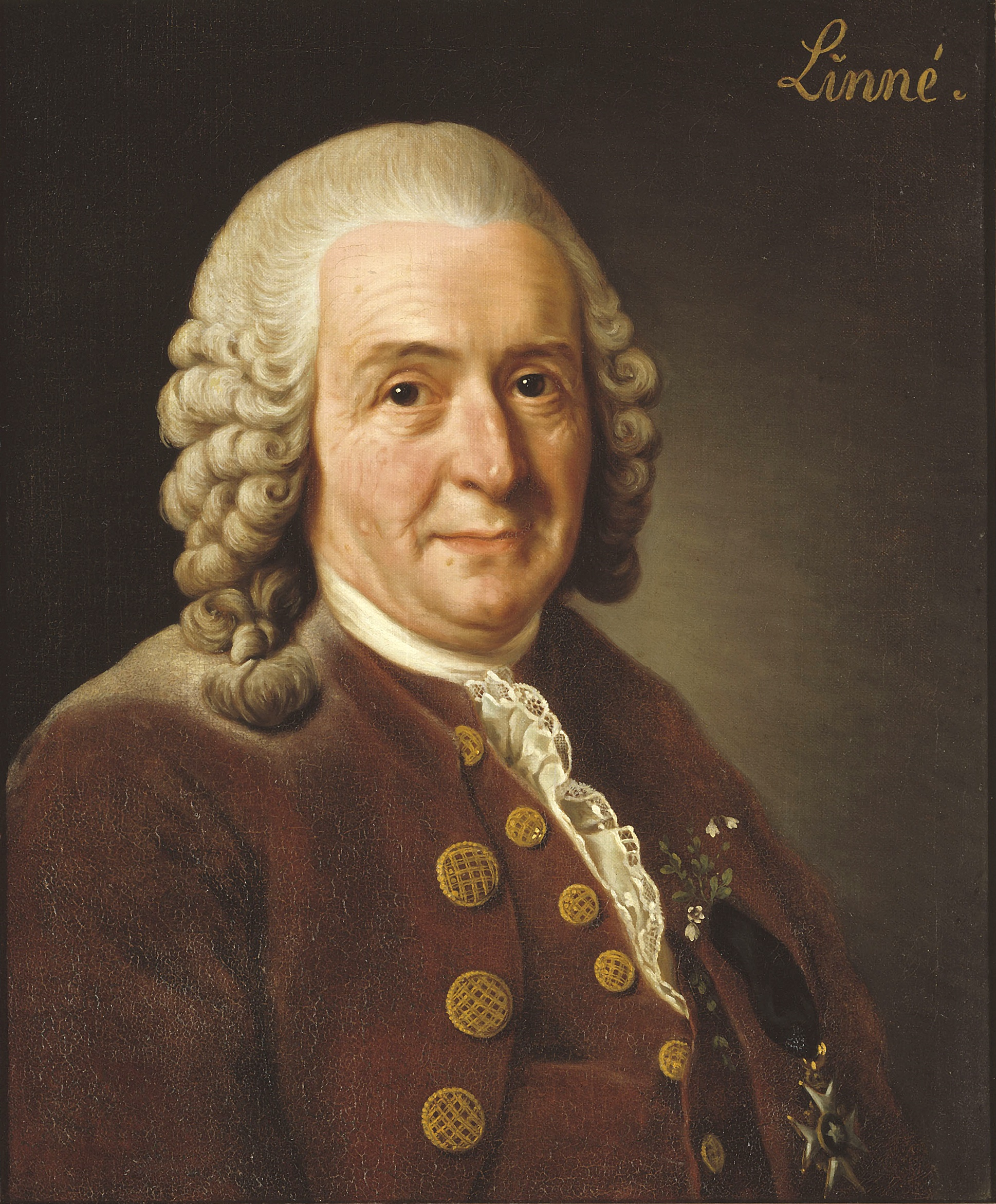
Carl von Linné († 1778)

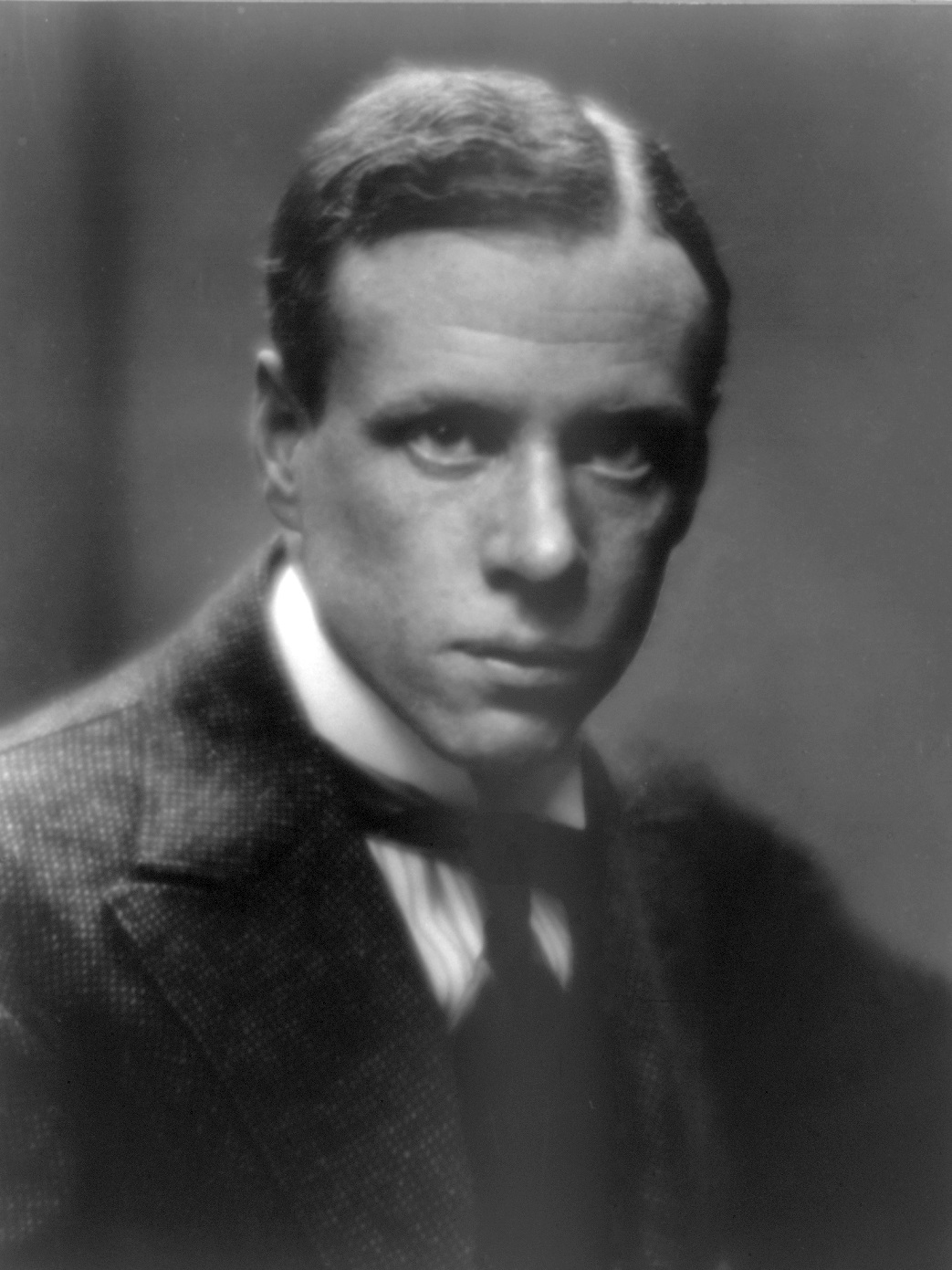
Sinclair Lewis († 1951)

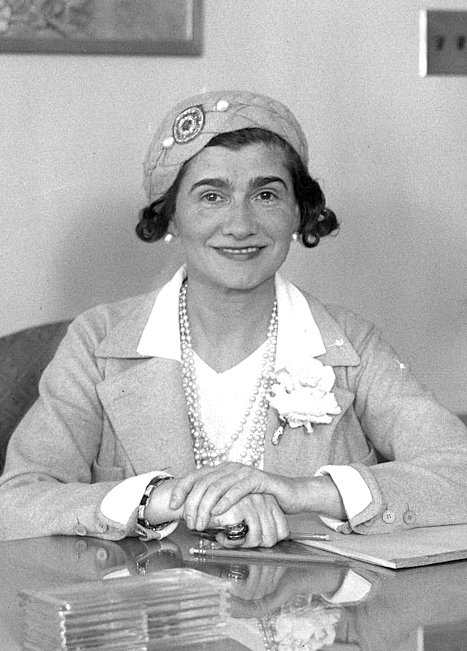
Coco Chanel († 1971)

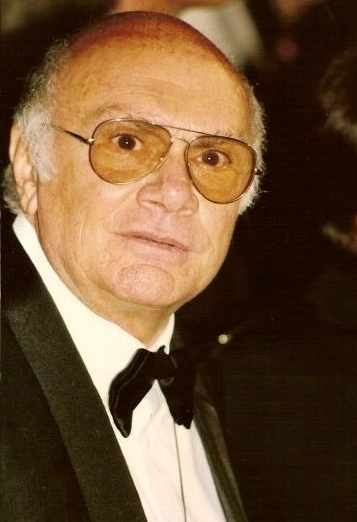
Francesco Rosi († 2015)

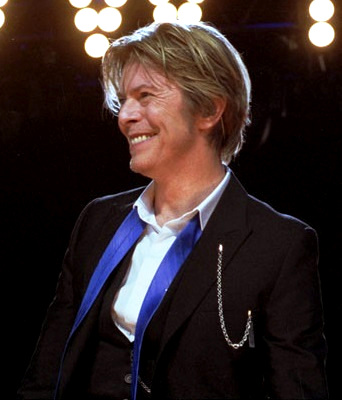
David Bowie († 2016)

- 0976 – Jan I. Tzimiskes, byzantský císař (* 924)
- 1276 – papež Řehoř X. (* asi 1210)
- 1662 – Honoré II., princ monacký (* 24. prosince 1597)
- 1683 – Ludvík César, hrabě z Vexin, nemanželský syn francouzského krále Ludvíka XIV. (* 20. června 1672)
- 1743 – André Hercule de Fleury, kardinál a první ministr Francie za vlády Ludvíka XV (* 6. června 1653)
- 1778 – Carl Linné, švédský botanik (* 23. května 1707)
- 1786 – Jean-Baptiste-Jacques Élie de Beaumont, francouzský advokát a spisovatel (* 1732)
- 1794 – Georg Forster, německý přírodovědec, etnolog, cestopisec, novinář a revolucionář (* 27. listopadu 1754)
- 1817
  - Karl Theodor von Dalberg, mohučský arcibiskup a kurfiřt (* 8. ledna 1744)
  - Lorenzo Caleppi, italský kardinál (* 29. dubna 1741)
- 1824 – Viktor Emanuel I., vévoda savojský, piemontský, aostský a král sardinský (* 24. července 1759)
- 1833 – Adrien-Marie Legendre, francouzský matematik (* 18. září 1752)
- 1862 – Samuel Colt, zakladatel firmy Colt Manufacturing Company, která vyráběla známé bubínkové revolvery (* 19. července 1814)
- 1869 – Joan Aulí, španělský varhaník a skladatel (* 19. prosince 1796)
- 1875 – Anton Melbye, dánský malíř a fotograf (* 13. února 1818)
- 1878 – Andrew Murray, skotský právník, botanik, zoolog a biogeograf (* 19. února 1812)
- 1892 – Heinrich Dorn, německý skladatel (* 14. listopadu 1804)
- 1904 – Jean-Léon Gérôme, francouzský malíř a sochař (* 11. května 1824)
- 1905 – Louise Michelová, francouzská anarchistka (* 29. května 1830)
- 1907 – Leon Van Loo, belgický fotograf (* 12. srpna 1841)
- 1916 – Karol Henrich Fuchs, slovenský matematik, fyzik a geodet (* 5. června 1851)
- 1917 – Buffalo Bill, vlastním jménem William Frederic Cody, americký dobrodruh a legendární postava Divokého Západu (* 26. února 1846)
- 1926 – Eino Leino, finský básník (* 6. července 1878)
- 1935 – Edwin Flack, australský atlet a tenista, olympijský vítěz (* 5. listopadu 1873)
- 1940 – Alojzy Adamczyk, polský povstalec (* 16. června 1895)
- 1941 – Issai Schur, německý matematik (* 10. ledna 1875)
- 1943 – Oldřich Stibor, český divadelní režisér (* 16. března 1901)
- 1945 – Jan Vella, český pilot RAF (* 10. května 1906)
- 1949 – Momcsilló Tapavicza, srbský tenista, vzpěrač, zápasník a architekt (* 14. října 1872)
- 1950 – Ernest Poole, americký spisovatel (* 23. ledna 1880)
- 1951 – Sinclair Lewis, americký spisovatel a dramatik, nositel Nobelovy ceny (* 7. února 1885)
- 1954 – Wilhelm Schmidt, německý teolog, lingvista, antropolog a etnolog (* 16. února 1868)
- 1957 – Gabriela Mistral, chilská básnířka, nositelka Nobelovy ceny (* 7. dubna 1889)
- 1960 – Jean-Baptiste Laviolette, kanadský hokejista (* 27. července 1879)
- 1961
  - Marius de Zayas, mexický výtvarník a spisovatel (* 13. března 1880)
  - Dashiell Hammett, americký spisovatel (* 25. června 1894)
- 1963 – Franz Planer, americký filmový kameraman českého původu (* 29. března 1894)
- 1970 – Pavel Běljajev, vojenský letec a sovětský kosmonaut ruské národnosti (* 26. června 1925)
- 1971 – Coco Chanel, francouzská módní návrhářka (* 19. srpna 1883)
- 1976
  - Howlin' Wolf, americký bluesový kytarista, zpěvák a skladatel (* 10. června 1910)
  - Delbert Ray Fulkerson, americký matematik (* 14. srpna 1924)
- 1977 – Wilhelm Keilhaus, nacistický generál (* 11. prosince 1898)
- 1978 – Peter Zaťko, slovenský ministr (* 17. října 1903)
- 1986 – Joe Farrell, americký saxofonista a flétnista (* 16. prosince 1937)
- 1989 – Valentin Gluško, sovětský konstruktér raketových motorů (* 2. září 1908)
- 1992 – Roberto Bonomi, argentinský automobilový závodník (* 30. září 1919)
- 1997 – Alexander Robertus Todd, skotský biochemik, Nobelova cena za chemii 1957 (* 2. října 1907)
- 1998
  - Mona May Karffová, americká šachistka (* 20. října 1911)
  - Victor Papanek, americký designer (* 22. listopadu 1923)
- 2002 – Rudolf Hribernik, slovinský generál, historik, politik (* 10. dubna 1921)
- 2004 – Alexandra Ripleyová, americká spisovatelka (* 8. ledna 1934)
- 2005 – Josefína Šarlota Belgická, belgická princezna, manželka velkovévody Jana Lucemburského (* 11. října 1927)
- 2006 – Imrich Stacho, slovenský fotbalista, československý reprezentant (* 4. listopadu 1931)
- 2007
  - Carlo Ponti, italský filmový producent (* 11. prosince 1912)
  - Miroslav Abrahám, slovenský ekonom a diplomat (* 4. června 1931)
- 2009
  - Sidney Wood, americký tenista (* 1. listopadu 1911)
  - Eluned Phillips, velšská básnířka (* 27. října 1914)
- 2013 – George Gruntz, švýcarský klavírista (* 24. června 1932)
- 2015
  - Robert Stone, americký spisovatel a scenárista (* 21. srpna 1937)
  - Tim Drummond, americký baskytarista (* 20. dubna 1940)
  - Francesco Rosi, italský filmový režisér (* 15. listopadu 1922)
- 2016 – David Bowie, britský hudebník (* 8. ledna 1947)
- 2020
  - Kábús bin Saíd, sultán Ománu (* 18. listopadu 1940)
  - Wolfgang Dauner, německý jazzový klavírista (* 30. prosince 1935)
- 2022 – Aura Herzogová, izraelská aktivistka a bývalá první dáma (* 24. prosince 1924)
- 2023
  - Konstantin II. Řecký, bývalý král Řecka (* 2. června 1940)
  - Jorge O. Calvo, argentinský paleontolog a geolog (* 27. dubna 1961)

## Svátky

### Česko
- Břetislav, Břetislava, Bratislav
- Agaton, Agathon
- Severín
- Agáta
- Socialistický kalendář – Gustáv Husák (* 1913)

### Svět
- Slovensko – Daša

### Liturgický kalendář
- Sv. Agathon
- Řehoř X.

| 10. leden v pražském KlementinuÚdaje jsou platné k 29. 4. 2025. | 10. leden v pražském KlementinuÚdaje jsou platné k 29. 4. 2025. | 10. leden v pražském KlementinuÚdaje jsou platné k 29. 4. 2025. |
| minimum                                                         | denní průměr                                                    | maximum                                                         |
| --------------------------------------------------------------- | --------------------------------------------------------------- | --------------------------------------------------------------- |
| −25,0 °C (1849)                                                 | −2,1 °C (od 1961)                                               | 16,7 °C (1991)                                                  |